# Hrabstwo Lanier

Piramida wieku hrabstwa

Hrabstwo Lanier – hrabstwo w USA, w stanie Georgia. Jego siedzibą administracyjną jest miasteczko Lakeland.

## Sąsiednie hrabstwa
- Hrabstwo Berrien – północny zachód
- Hrabstwo Atkinson – północ
- Hrabstwo Clinch – wschód
- Hrabstwo Echols – południe
- Hrabstwo Lowndes – południowy zachód

## Demografia
Według spisu w 2020 roku liczy 9877 mieszkańców, co oznacza spadek o 2% od poprzedniego spisu z roku 2010. Według danych pięcioletnich z 2021 roku 72% populacji stanowili biali (65,4% nie licząc Latynosów), 22,7% czarnoskórzy lub Afroamerykanie, 3% było rasy mieszanej, 1,3% Azjaci i 1% to rdzenna ludność Ameryki. Latynosi stanowili 8,4% populacji hrabstwa.

## Polityka
Hrabstwo jest przeważająco republikańskie, gdzie w wyborach prezydenckich w 2020 roku, 70,2% głosów otrzymał Donald Trump i 28,5% przypadło dla Joe Bidena. 